# Campionati italiani di sci alpino 1979
Ai Campionati italiani di sci alpino 1979 furono assegnati i titoli di slalom gigante e slalom speciale, sia maschili sia femminili, e di discesa libera e combinata maschili.

## Risultati

### Uomini

#### Discesa libera
| Pos. | Atleta                 | Nazione |
| ---- | ---------------------- | ------- |
| 1    | Herbert Plank          | Italia  |
| 2    | Siegfried Kerschbaumer | Italia  |
| 3    | Olindo Cozzio          | Italia  |

#### Slalom gigante
| Pos. | Atleta          | Nazione |
| ---- | --------------- | ------- |
| 1    | Maurizio Poncet | Italia  |
| 2    | Alex Giorgi     | Italia  |
| 3    | Peter Mally     | Italia  |

#### Slalom speciale
| Pos. | Atleta         | Nazione |
| ---- | -------------- | ------- |
| 1    | Piero Gros     | Italia  |
| 2    | Mauro Bernardi | Italia  |
| 3    | Gustav Thöni   | Italia  |

#### Combinata
| Pos. | Atleta                 | Nazione |
| ---- | ---------------------- | ------- |
| 1    | Herbert Plank          | Italia  |
| 2    | Alessandro Berera      | Italia  |
| 3    | Siegfried Kerschbaumer | Italia  |

### Donne

#### Slalom gigante
| Pos. | Atleta           | Nazione |
| ---- | ---------------- | ------- |
| 1    | Claudia Giordani | Italia  |
| 2    | Cinzia Valt      | Italia  |
| 3    | Daniela Zini     | Italia  |

#### Slalom speciale
| Pos. | Atleta           | Nazione |
| ---- | ---------------- | ------- |
| 1    | Claudia Giordani | Italia  |
| 2    | Daniela Zini     | Italia  |
| 3    | Cinzia Valt      | Italia  |